# Méray Tibor
Méray Tibor, születési nevén Mayer Tibor László (Budapest, 1924. április 6. – Párizs, 2020. november 12.) Kossuth-díjas magyar író, újságíró, a Digitális Irodalmi Akadémia alapító tagja.

## Életpályája
Mayer József (1883–1937) tanár és Braun Zelma fiaként született. Gyermekkorában a Wesselényi utca 13. szám alatti házban lakott szüleivel. Tizenhárom éves volt, amikor apját tüdőgyulladás következtében elvesztette. Középiskolai tanulmányait a Budapesti VII. kerületi Madách Imre Gimnáziumban végezte. 1942-ben felvételt nyert a budapesti Pázmány Péter Tudományegyetem Bölcsészettudományi Karára. A második világháború alatt zsidó származása miatt behívták munkaszolgálatra. A német megszállást követően csillagos házakban lakott anyjával és anyai nagyanyjával, majd a nyilas uralmat Szegeden bujkálva élték túl. 1946-ban magyar–latin szakos középiskolai tanári oklevelet szerzett. 1945-től pártmunkás.
1946-ban a Szabad Nép újságírója, később észak-koreai tudósítója lett. Hozzá köthető az amerikai „baktériumháborúról” szóló kommunista propaganda itthoni terjesztése, amit 1957-ben, emigrációja után már ő is teljesen alaptalannak nevezett. 1953-ban „a koreai nép hősi harcairól írott, nagy politikai jelentőségű, irodalmi értékű tudósításaiért” vehette át a Kossuth-díj ezüst fokozatát. Később a Szabad Nép berlini tudósítója lett.
A Csillag című irodalmi folyóirat felelős szerkesztője volt 1947 és 1949 között. A Magyar Írók Szövetségében volt párttitkár 1953–1954-ben. 1954–1955-ben a Szabad Nép szerkesztőbizottságában dolgozott. 1955-ben Nagy Imre politikájának támogatása miatt eltávolították. 1956-ban a Béke és Szabadság munkatársa lett. 1956. október 26-án a Népszavában Nagy Imre politikáját helyeselte. 1957-ben menekülnie kellett a várható megtorlás elől, Jugoszlávián keresztül Párizsba ment. Feleségével és közös gyermekükkel disszidált, évtizedekig nem térhettek haza.

## Munkássága
Méray Tibor az emigrációban kezdetben a brüsszeli Szemle újságírója. 1962-től egyik szerkesztője, majd 1971 és 1989 között főszerkesztője lett a párizsi Irodalmi Újságnak s a hozzá tartozó Irodalmi Újság könyvsorozatoknak. Emigrációja korai szakaszában Asbóth Elemérként s más álneveken jelentette meg írásait. Az 1956-os forradalom emlékének ébren tartásáért nagyon sokat tett, számos írása és könyve szólt a magyar forradalomról. Nagy Imre élete és halála című könyvének első kiadása magyar nyelven Münchenben jelent meg 1978-ban, 2006-ban megérte a 8. kiadást. Többször kiadták a Tisztító vihar. Adalékok egy korszak történetéhez (1949–1956) című kötetét.
Filmforgatókönyveket, regényeket is írt, s haláláig foglalkozott publicisztikával. A Le Monde című párizsi napilapban is jelentek meg írásai, valamint számos más mértékadó francia orgánumban.

### „Aki nincs ellenem, az velem van”
A fenti, Kádár-korszakot leginkább szimbolizáló szólam 1961. október 23-án az ő tollából jelent meg az Irodalmi Újságban, mikor az 1956-os forradalom ötéves jubileuma kapcsán jegyezte meg a következőt Csodatevők vagy egyszerű emberek című írásában:
Rákosi idejében a párt alapgondolata az volt: »Aki nincs velem, az ellenem van«; ma inkább ez: »Aki nincs ellenem, az velem van«.
Kádár János másfél hónappal később a Hazafias Népfront 1961. december 8-án tartott kongresszusán egyértelműen tőle átvéve mondotta ezt beszédében, mely meghatározta a regnálásának évtizedeit, és amit a legtöbben Méray külföldön megjelent írásáról mit sem tudva neki tulajdonítottak.

## Művei
- Közhivatal. Vidám egyfelvonásos; Szikra, Budapest, 1946
- Sztrájk. Jelenet; Szikra, Budapest, 1946
- Talpra magyar! Március 15-i ünnepély műsora; Szikra, Budapest, 1946
- Méray Tibor–Békeffi István: Dalolva szép az élet. Filmregény; Szépirodalmi, Budapest, 1950
- A film a békeharcban; Révai, Budapest, 1950 (Szabad világ könyvtár)
- Legyőzhetetlen Korea; Országos Béketanács; Budapest, 1952 (angolul és franciául is)
- Tanuságtétel. Riportok a harcoló Koreáról; Szikra, Budapest, 1952
- Elbeszélés és tárca; Magyar Újságírók Országos. Szövetsége, Budapest, 1953 (Újságírók szakmai előadásai és vitái)
- Korea szíve; Szépirodalmi, Budapest, 1953 (Új magyar elbeszélések)
- Koreai béke; Egyetemi Nyomda, Budapest, 1953 (Mi van a nagyvilágban? Az Országos Béketanács külpolitikai füzetei)
- Koreai jelentés; Szikra, Budapest, 1953
- A fehér folyam; Szikra, Budapest, 1954
- Méray Tibor–Novobáczky Sándor: A genfi győzelem; Országos Béketanács, Budapest, 1954 (Mi van a nagyvilágban? Az Országos Béketanács külpolitikai füzetei)
- Hôtel de l’Écu és egyéb történetek; Szikra, Budapest, 1954
- A csodacsatár; rendező: Keleti Márton; Magyar Filmgyártó Vállalat, Budapest, 1956
- A teknőc hajók; szöveg: Mérai Tibor, rajz: Gönczi Tibor; Ifjúsági, Budapest, 1956 (Szivárvány kiskönyvtár)
- Der Feind. Roman; németre ford. Walter Lenz; Langen-Müller, München, 1958
- Le dernier rapport. Roman; ford. franciára L. Gara; Calmann-Lévy, Paris, 1958 (Collection "Traduit de")
- The enemy; angolra ford. Edward Hyams; Criterion Books, New York, 1958
- Thirteen days that shook the Kremlin. Imre Nagy and the Hungarian revolution; angolra ford.: Howard L. Katzander; Thames and Hudson, London, 1958 (Praeger publications in Russian history and world communism)
- Fjenden. Roman; dánra ford. Karina Windfeld-Hansen; Fremad, Köbenhavn, 1959
- Förrädaren; svédre ford. Gertrud Galli-Olers; Gothia, Stockholm, 1959
- Aczél Tamás–Méray Tibor: The revolt of the mind. A case history of intellectual resistance behind the Iron Curtain; Praeger, New York, 1959 (Praeger publications in Russian history and world communism)
- El ultimo informe. Novela; spanyolra ford. Alesandro Magnet; Ed. del Pacifico, Santiago de Chile, 1959 (Plenitud biblioteca de novelistas)
- Aczél Tamás–Méray Tibor: Die Revolte des Intellekts. Die geistigen Grundlagen der ungarischen Revolution; németre ford. Jutta, Theodor Knust; Langen-Müller, München, 1960
- Imre Nagy, l’homme trahi; franciára ford. Imre László; Julliard, Paris, 1960 (Les Temps modernes)
- Aczél Tamás–Méray Tibor: The revolt of the mind. A case history of intellectual resistance behind the Iron Curtain; Thames and Hudson, London, 1960
- Aczél Tamás–Méray Tibor: Tisztító vihar. Adalékok egy korszak történetéhez; Big Ben, London, 1960
- Der Mann ohne Schnurrbart. Roman; németre ford. Peter Jonas; Langen-Müller, München, 1960 kör.
- Der Feind. Roman; németre ford. Walter Lenz; Goldmann, München, 1961 (Goldmanns gelbe Taschenbücher, 725.)
- Australie; Rencontre, Lausanne, 1962 (L'Atlas des Voyages)
- Aczél Tamás–Méray Tibor: La révolte de l’esprit; franciára ford. Jérôme Hardouin; Gallimard, Paris, 1962 (Problémes et documents)
- Búcsúlevél; Polyglottes, Párizs, 1965 (Magyar Könyves Céh könyvsorozata)
- Politik ohne Gnade; Schweizer, Zürich, 1965
- Budapest. 23 octobre 1956; Laffont, Paris, 1966 (Ce jour-là)
- La rupture Moscou–Pékin; franciára ford. Christian Richard, Pierre Kamnitzer; Laffont, Paris, 1966 (L'histoire que nous vivons)
- George Marton–Tibor Méray: The raven never more; Spearman, London, 1966
- La ruptura Moscu Pekin; spanyolra ford. Fernando de Castro; Caralt, Barcelona, 1968 (La vida vivida)
- George Marton–Tibor Méray: Haorév; ford. ivritre Jáffá Gárin; Topáz, Tel-Aviv, 1969
- That day in Budapest. October 23, 1956; angolra ford. Charles Lam Markmann; Funk and Wagnalls, New York, 1969
- George Marton–Tibor Meray: Catch me a spy. Novel; Allen, London, 1971
- Nagy Imre élete és halála; Griff, München, 1978
- Miért kellett meghalniuk. Jegyzetek a Nagy Imre-perhez; AB Független, Budapest, 1982 (szamizdat)
- Aczél Tamás–Méray Tibor: Tisztító vihar; AB Független–Áramlat, Budapest, 1986 (szamizdat)
- Nagy Imre élete és halála; Katalizátor Iroda, Budapest, 1988 (szamizdat)
- Nagy Imre élete és halála; Bibliotéka, Budapest, 1989
- Aczél Tamás–Méray Tibor: Tisztító vihar; JATE, Szeged, 1989
- Falra borsó. Szó és írás, 1989–1996; Argumentum, Budapest, 1997
- Budapesta 1956. Atunci şi după 44 de ani; románra ford. Marilena Alexandrescu, Vlad Ranetescu, Tibori Szabó Zoltán; Compania, Bucureşti, 2000 (Clar obscur)
- A párizsi vártán. Írások a Szajna mellől 1–2.; jegyz. Petres László, előszó Pomogáts Béla; Mentor, Marosvásárhely, 2000
- 44 év után. A Budapest–Moszkva–Bukarest háromszög; Mentor, Marosvásárhely, 2001
- Aczél Tamás–Méray Tibor: Tisztító vihar. Adalékok egy korszak történetéhez; Noran, Budapest, 2006
- Imre bácsi. Nagy Imre közelről és a messzeségből; Alexandra, Pécs, 2008
- Egy és más. Történetek, történelem, tört értelem; Jószöveg Műhely, Budapest, 2012

## Szervezeti tagság
- Magyar Írószövetség (1945-től)
- Magyar Újságírók Országos Szövetsége (MÚOSZ) (1946-tól, 1997-től örökös tag)
- Magyar PEN Club (1957-től)
- PEN. Exil franciaországi csoportja (főtitkára, majd alelnöke)
- Pontoise-i Pissarro Múzeum megalapítója
- Nemzetközi Pissarro Társaság (alelnöke 1975-től)
- Emberi és Állampolgári Jogok (párizsi) Magyar Ligája (1985-től, 1997-től elnöke)
- Párizsi Magyar Ház Alapítvány (1998-tól elnöke)

## Díjai, elismerései
- József Attila-díj (1951, 1952)
- Kossuth-díj (1953)[18]
- Joseph Pulitzer-emlékdíj (1992)[19]
- A Magyar Köztársasági Érdemrend középkeresztje (1994)
- Nagy Imre-emlékplakett (1994)
- Arany Pillangó díj (1996 októberében a Magyar Filmesek Világtalálkozója alkalmából)
- A francia Becsületrend (1997)
- Aranytoll (2000)
- Nagy Imre-érdemrend (2002)
- Gundel művészeti díj (2004)
- Pro Cultura Hungarica díj (2004)
- A Magyar Köztársasági Érdemrend középkeresztje a csillaggal (2009)
- Budapest díszpolgára (2009)
- Erzsébetváros díszpolgára (2021) (posztumusz)[20]